# Onthophagus hoplothorax
Onthophagus hoplothorax är en skalbaggsart som beskrevs av Gillet 1930. Onthophagus hoplothorax ingår i släktet Onthophagus och familjen bladhorningar. Inga underarter finns listade i Catalogue of Life.